# Gulyajáró
A Molothrus a madarak osztályának verébalakúak (Passeriformes) rendjébe és a csirögefélék (Icteridae) családjába tartozó nem.

## Rendszerezésük
A nemet William John Swainson angol ornitológus írta le 1832-ben, jelenleg az alábbi 5 faj tartozik ide:
- pampa gulyajáró (Molothrus rufoaxillaris)
- óriás gulyajáró (Molothrus oryzivorus)
- kékfejű gulyajáró (Molothrus bonariensis)
- barnafejű gulyajáró (Molothrus ater)
- vörösszemű gulyajáró (Molothrus aeneus)

## Előfordulásuk
Az Amerikai kontinensen honosak. Természetes élőhelyei a mérsékelt övi, szubtrópusi és trópusi erdők, füves puszták és cserjések.

## Megjelenése
Testhosszuk 17–34 centiméter közötti.

## Életmódjuk
Ízeltlábúakkal és magvakkal táplálkoznak.

## Szaporodásuk
Költésparaziták, azaz a tojásaikat, idegen madárfaj fészkébe rakják.